# Capo Greco

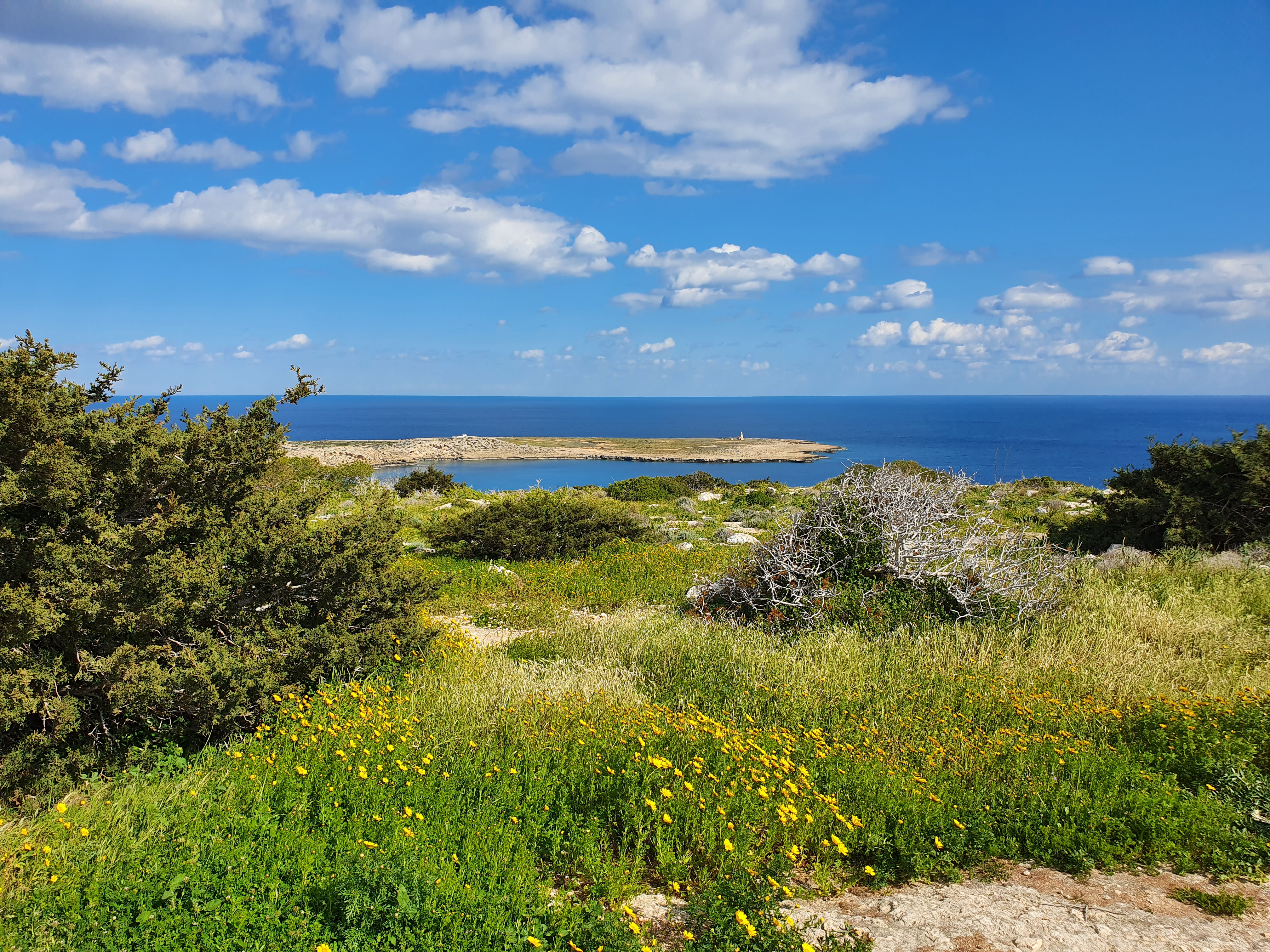
Capo Greco

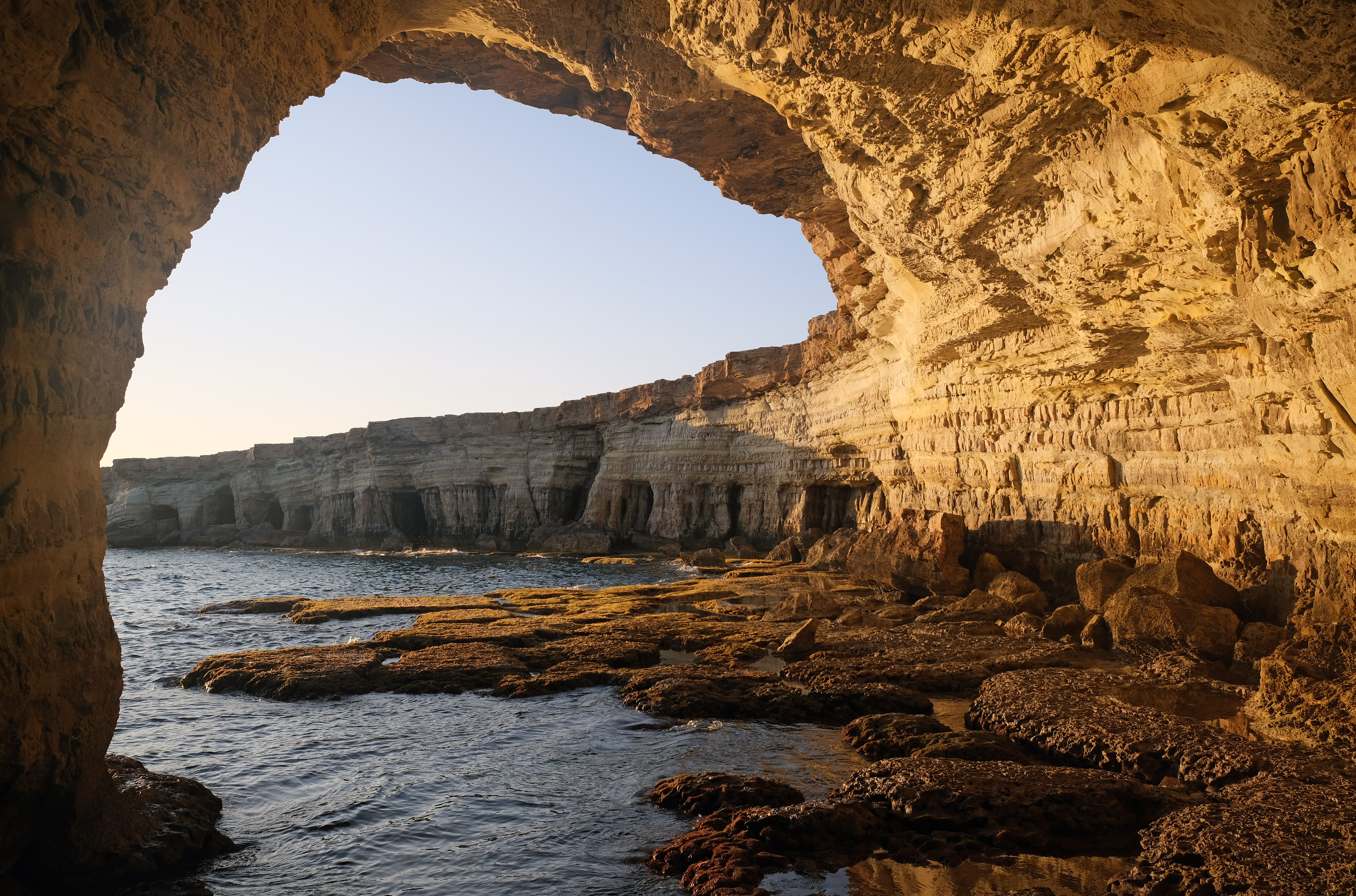
Grotte marine a Capo Greco

Capo Greco, noto anche come Cape Greco (in greco Κάβο Γκρέκο?), è un promontorio nella parte sud-orientale dell'isola di Cipro. Si trova all'estremità meridionale della baia di Famagosta e fa parte del comune di Ayia Napa.
È de facto il punto più orientale sia della Repubblica di Cipro che dell'Unione Europea (Capo dell'Apostolo Andrea è più a est ma sotto il controllo di Cipro del Nord).
Si trova tra le città di Ayia Napa e Protaras, entrambe località turistiche. È visitato dai turisti per il suo ambiente naturale ed è un parco naturale protetto.
Secondo la leggenda locale, è anche la casa del "mostro marino di Ayia Napa".
Capo Greco è un parco forestale nazionale sotto l'amministrazione del dipartimento forestale del ministero degli Interni di Cipro.

## Trasmettitore
A Capo Greco è presente una grande stazione di trasmissione a onde medie utilizzata da TWR.